# Wonderful World (canción)
«Wonderful World» (también conocida como «(What A) Wonderful World», pero sin relación alguna con el tema de Louis Armstrong «What a Wonderful World») es una canción escrita a finales de la década de 1950 por el pionero de la música soul Sam Cooke, en colaboración con los compositores Lou Adler y Herb Alpert. Atribuida en un principio a Barbara Campbell, nombre de soltera de la madre de Sam Cooke que éste utilizaba como pseudónimo, fue grabada en 1959 para incluirla en el debut álbum de Sam Cooke. El tema fue lanzado como sencillo en 1960, llegando a las posiciones 12 de la lista Hot 100 y 2 de la Hot R&B de Billboard de Estados Unidos y 27 de las listas de éxitos de Reino Unido.
Una canción de amor llena de vitalidad, donde el cantante desautoriza todo conocimiento aprendido en libros (se la conoce informalmente por su primera línea "Don't know much about history"), pero afirma el objeto de su amor con "but I do know that I love you". A mediados de la década de los sesenta, Herman's Hermits consiguió gran éxito con una versión uptempo de este tema (omitiendo un verso), que llegó a la cuarta posición en Estados Unidos y a la séptima en Reino Unido. Según el cantante Peter Noone y el guitarrista Keith Hopwood, la versión de los Hermits fue un homenaje a Cooke tras su muerte prematura.
En 2004, la canción se situó en el puesto 373 de la lista de Las 500 mejores canciones de todos los tiempos, confeccionada por la revista musical Rolling Stone.

## Créditos

### Original
- Compuesta por Sam Cooke, Lou Adler y Herb Alpert.
- Producida por Sam Cooke.
- Instrumentación a cargo de Rene Hall (arreglos), Adolphus Asbrook (bajo), Ronald Selico (batería) y Cliff White (guitarra).
- Coros por Lou Rawls.
- Sonido por Deano Lappas.